# Миньо Георгиев
Миньо Георгиев е български саксофонист, свирил в едни от най-известните народни оркестри в Тракийска фолклорна област – Садовската група, Конушенски оркестър, оркестър „Родопи“, Леновската група и оркестър „Канарите“. Ученик е на Димо Колев.

## Биография
Миньо Георгиев е роден на 1 ноември 1947 г. в село Болярино, Пловдивско. Произлиза от род с традиции в музиката. През 1925 г. неговият дядо Миньо Вълчев се заселва от Чирпан в Болярино. Бил е 15 години кмет на селото. Свирил е на цигулка. Бащата на Миньо – Георги Минев е основател на някогашната Боляринска народна група и дълги години е свирил в Леновската група. Нотно грамотен, той въвежда Миньо в музиката и го кара да свири на цигулка. Чичо му Марко Минев е известен фаготист, свирил в Софийската филхармония през 1960-те и 1970-те години.  Синът на Марко Минев – Емил Минев е продуцент и основател на професионален женски народен хор.
Миньо завършва основното си образование в родното си място, след това учил в Перник и Пловдив. Неговият път в музиката започва след отбиване на военната си служба. Свири за кратко с групата от Гълъбово, след това две години е музикант в Садовската група. След това свири по пет години с Леновската и Конушевската групи. Следва една година с Ибряма и около 3 – 4 месеца с Георги Янев. По около година-две е бил с групите „Родопи“, „Млади тракийци“, „Астра“ и „Феникс“. С Атанас Стоев правят тандем – саксофон и акордеон.
От 1990 г. до смъртта си през 2017 г. е част от група „Канарите“.

## Признателност
- По-случай 60-годишния юбилей му през 2012 г. е удостоен с почетния знак на община Раковски.
- Една от обществените спирки в неговото родно място носи неговото име.
- Фестивал на Тракийската народна музика в памет на Миньо Георгиев в село Болярино. Първо издание – 15 юли 2022.